# Kruis van Verdienste voor Militaire Geestelijken

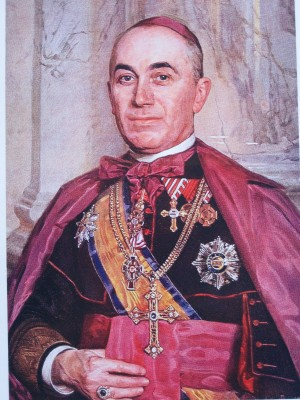
De Oostenrijkse Veldbisschop Emmerich Bjelik draagt in 1916 het kruis IIe Klasse

Het Kruis van Verdienste voor Militaire Geestelijken (Duits: "Verdienstkreuz für Militärgeistliche") werd op 23 november 1801 door de Duitse Keizer Frans II, later Frans I van Oostenrijk ingesteld voor "voorbeeldige, strenge en onder gevaarlijke omstandigheden vervulde plichtsvervulling in de militaire zielzorg, op het slagveld of op vijandelijk gebied". Ook voor "het eigen militaire optreden en het aanvuren van de soldaten" of het "persoonlijk ingrijpen in de strijd" werd dit kruis toegekend.
Het kruis werd in zilver en in goud toegekend en was een gouden of zilveren passiekruis met een goud- of zilvergerand wit- of blauw geëmailleerd medaillon. Op het medaillon staat "PIIS MERITIS" (Latijn: "vrome verdienste"). De kruisen die voor verdienste aan het front werden toegekend droegen op het lint gekruiste gouden zwaarden.
De twee klassen van het Kruis van Verdienste voor Militaire Geestelijken
- De Eerste Klasse was van goud met een goudomrand donkerblauw medaillon
- De Tweede Klasse van zilver met een zilveromrand wit medaillon

Het driehoekig lint was wit met drie rode strepen en het werd op de linkerborst gedragen. In 1801 was er nog geen sprake van het later voorgeschreven driehoekig lint. Dragers van onderscheidingen waren nog min of meer vrij om hun kruisen te dragen zoals ze dat uitkwam. Men droeg indertijd het Kruis van Verdienste voor Militaire Geestelijken in het knoopsgat of aan een lint op de linkerborst.
De onderscheiding werd tot 1918 toegekend maar door de Republiek Oostenrijk afgeschaft.